# Ламбин, Владимир Петрович
Владимир Петрович Ламбин (17 (29) июня 1847—26 декабря 1908 (8 января 1909)) — русский библиограф.

## Биография
Сын библиографа П. П. Ламбина родился 17 (29) июня 1847 года. 
В 1865 году окончил Ларинскую гимназию и поступил в Санкт-Петербургский университет, в котором проучился только год; в 1866 году был отчислен за неоплату обучения.
После смерти отца, 3 сентября 1871 года поступил на службу в Библиотеку Академии наук и стал завершать составление 10-го (последнего тома) «Русской исторической библиографии», которую вместе с братом Борисом составлял его отец. С декабря 1874 года был младшим помощником библиотекаря 1-го (Русского) отделения библиотеки. В октябре 1883 года перешёл на работу в Императорскую публичную библиотеку, где оставался до конца жизни. Был заведующим Русским отделением, исполнял обязанности директора библиотеки во время отпусков А. Ф. Бычкова в 1897 и 1898 годах.
С 1 января 1905 года состоял в чине действительного статского советника. Был награждён орденами: Св. Владимира 4-й степени (1896), Св. Анны 2-й (1894) и 3-й степени, Св. Станислава 2-й (1889) и 3-й степени.
Умер в Санкт-Петербурге 26 декабря 1908 (8 января 1909) года.